# يلينا بيترز
يلينا بيترز هي متزلجة بلجيكية، ولدت في 19 ديسمبر 1985 في تورنهاوت في بلجيكا.

## وصلات خارجية
- يلينا بيترز على موقع SpeedSkatingBase.eu (الإنجليزية)
- يلينا بيترز على موقع SpeedSkatingNews.info (الإنجليزية)
- يلينا بيترز على موقع SpeedSkatingStats.com (الإنجليزية)
- يلينا بيترز على موقع اللجنة الأولمبية الدولية (الإنجليزية)
- يلينا بيترز على موقع أوليمبيديا (الإنجليزية)
- يلينا بيترز على موقع اللجنة الأولمبية البلجيكية (الهولندية)